# اداسی
اداسی (به انگلیسی: Adasi) در هند است که در مهاراشترا واقع شده‌است.